# Пкин, Давид Игоревич
Давид Игоревич Пкин (род. 6 марта 1990 года в Тернополе) — украинский пауэрлифтер, победитель и призёр национальных и международных соревнований.

## Биография
Давид Пкин родился 6 марта 1990 года в Тернополе. Учился в общеобразовательной школе № 18, а затем — в Тернопольском педагогическом университете В. Гнатюка. Пауэрлифтингом начал заниматься в 13 лет. Тренер — Лилия Проць.
В 2010 году стал чемпионом Украины по жиму лёжа по версии ВОП (Всеукраинская организация пауэрлифтинга) и по версии GPU (Global powerlifting Union). В июне 2010 года — чемпион Европы по жиму лёжа. Также планировал поехать на чемпионат мира в Праге. В следующем году Пкин завоевал серебро на чемпионате мира среди юниоров в весовой категории до 75 кг. В 2012 году выиграл всеукраинские соревнования по становой тяге с результатом в 255 кг, установив рекорд области. Однако на следующий год успех повторить не удалось — пятое место.
В своём рационе Пкин предпочитает рыбу, принимает пищу по 5—6 раз в день, не имеет вредных привычек.